# 耐糖能異常
耐糖能異常（たいとうのういじょう、Impaired Glucose Tolerance; IGT）とは、75g経口ブドウ糖負荷試験(75gOGTT)において、正常型と糖尿病型のいずれにも含まれない群。「糖尿病予備群」とも言える病態である。

## 疫学
DECODA studyにおいてIGTは正常群に比べ死亡率が約2倍であった。また空腹時血糖正常でかつ糖負荷後高血糖での心血管リスクは約3倍であった。

舟形町研究において、空腹時血糖では正常群とIGT群では生存曲線（survival curve）に有意差はみられなかった。しかし2時間後血糖で生存率を検討したところ、正常群とIGT群、糖尿病群ではそれぞれ差がみられた。このことから食後血糖高値が生命予後に関与する可能性が示唆されている。

## 治療
STOP-NIDDM studyではαグルコシダーゼ阻害剤により、耐糖能異常から糖尿病への移行を防ぐことが示された。（日本では保険適応はない。）
日本で行われたVICTORY studyの結果、ボグリボース(ベイスン®)による糖尿病発生予防効果も確認された。(日本での糖尿病発症予防の保険適応も認可された)

## 引用文献
1. ↑  Diabetologica 2004;47:385-394
2. ↑  Acarbose for prevention of type 2 diabetes mellitus : The STOP-NIDDM randomised trial. Lancet 359:2072-2077,2002.
3. ↑  Lancet. 2009 May 9;373(9675):1607-14. Epub 2009 Apr 22.